# Wagendrischelhorn
Das Wagendrischelhorn ist mit 2251 m ü. NHN nach Stadelhorn und Großem Häuselhorn die dritthöchste Erhebung der Reiter Alm in den Berchtesgadener Alpen. Von den drei genannten höchsten Gipfeln der Reiter Alm steht das Wagendrischelhorn in der Mitte und ist das am leichtesten erreichbare Gipfelziel. Vom südlich gelegenen Stadelhorn trennt es die 2055 m hohe Mayrbergscharte, vom nördlich gelegenen Großen Häuselhorn eine unbenannte Scharte in rund 2125 m Höhe. Aus der Ramsau betrachtet, präsentiert sich das Wagendrischelhorn als auffallend abgerundeter Felsgipfel und Erkennungsmerkmal für Ort und Gebirgsstock.   
Der Normalweg führt vom nordöstlich gelegenen Rosskarjoch in 45 Minuten zum Gipfel. Von der Neuen Traunsteiner Hütte erreicht man das Wagendrischelhorn in 2,5 Stunden durch die Rossgasse. Dabei braucht die Rosskarscharte nicht betreten zu werden. Bereits vor der Scharte zweigt im Rosskar ein Steig rechts ab, der zum Normalweg führt. Von der Mayrbergscharte führt ein Klettersteig von Süden in 45 Minuten auf das Wagendrischelhorn.
Der Gipfelrundblick vom Wagendrischelhorn steht dem seiner etwas höheren Nachbarn kaum nach und reicht von Untersberg, Hohem Göll und Hochkalter über Leoganger und Loferer Steinberge bis zum Sonntagshorn. Darüber hinaus bietet das Wagendrischelhorn an klaren Tagen einen Blick vom Großen Priel im Osten über den Dachstein und die Hohen Tauern mit Großglockner und Großvenediger bis zur Zugspitze im Westen.

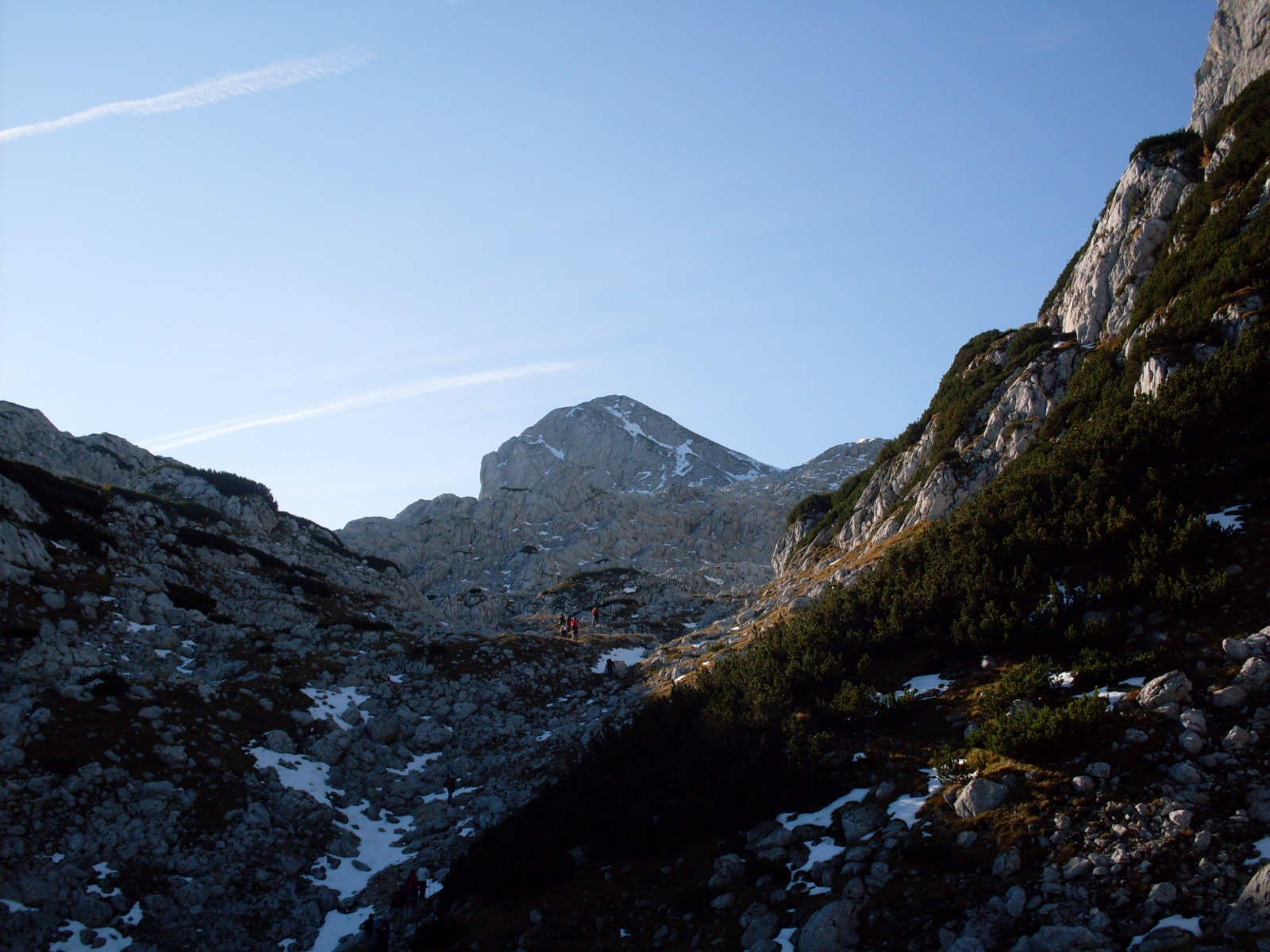
Ansicht aus der Rossgasse
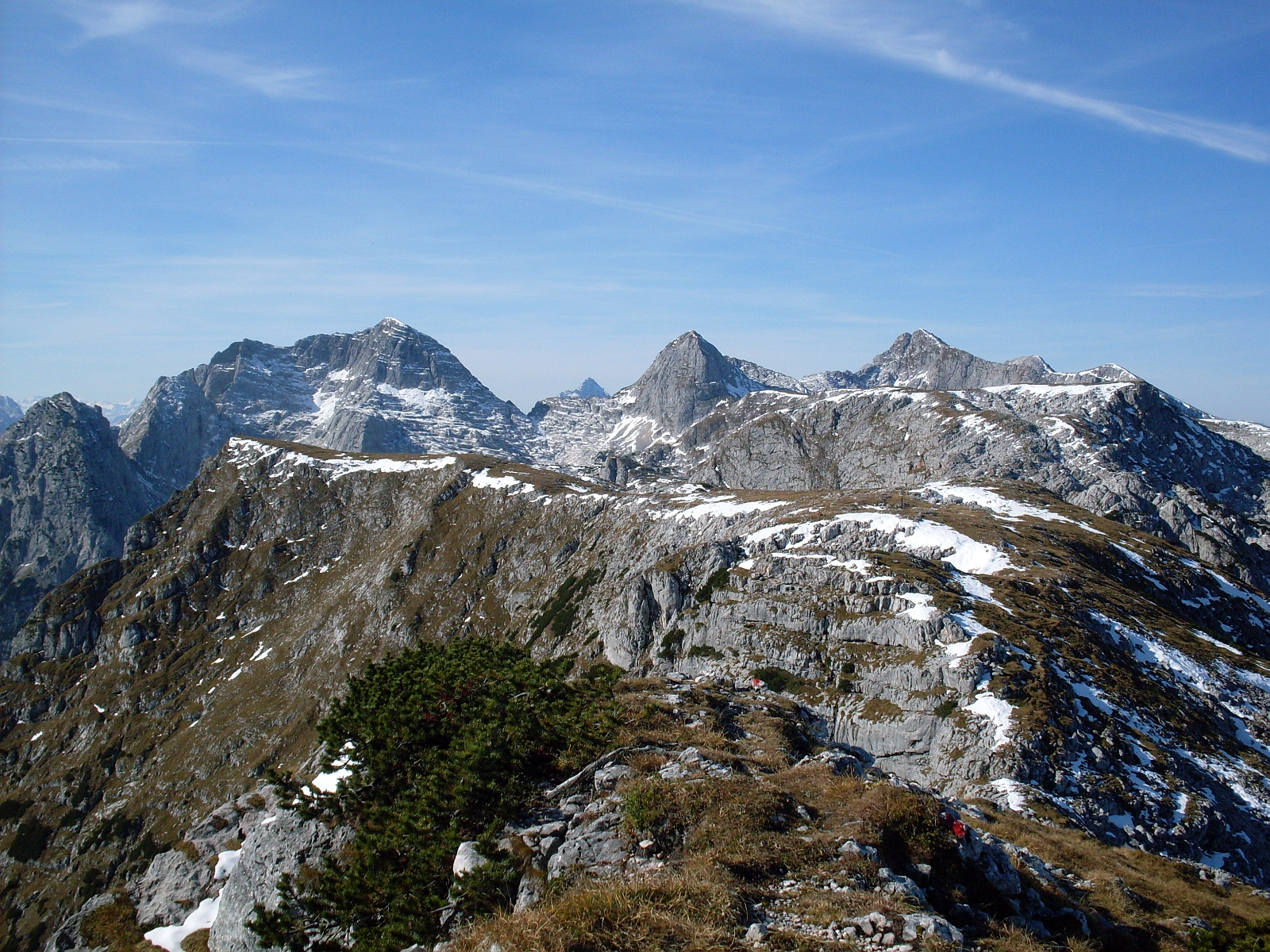
Wagendrischelhorn vom Schottmalhorn (2045 m)
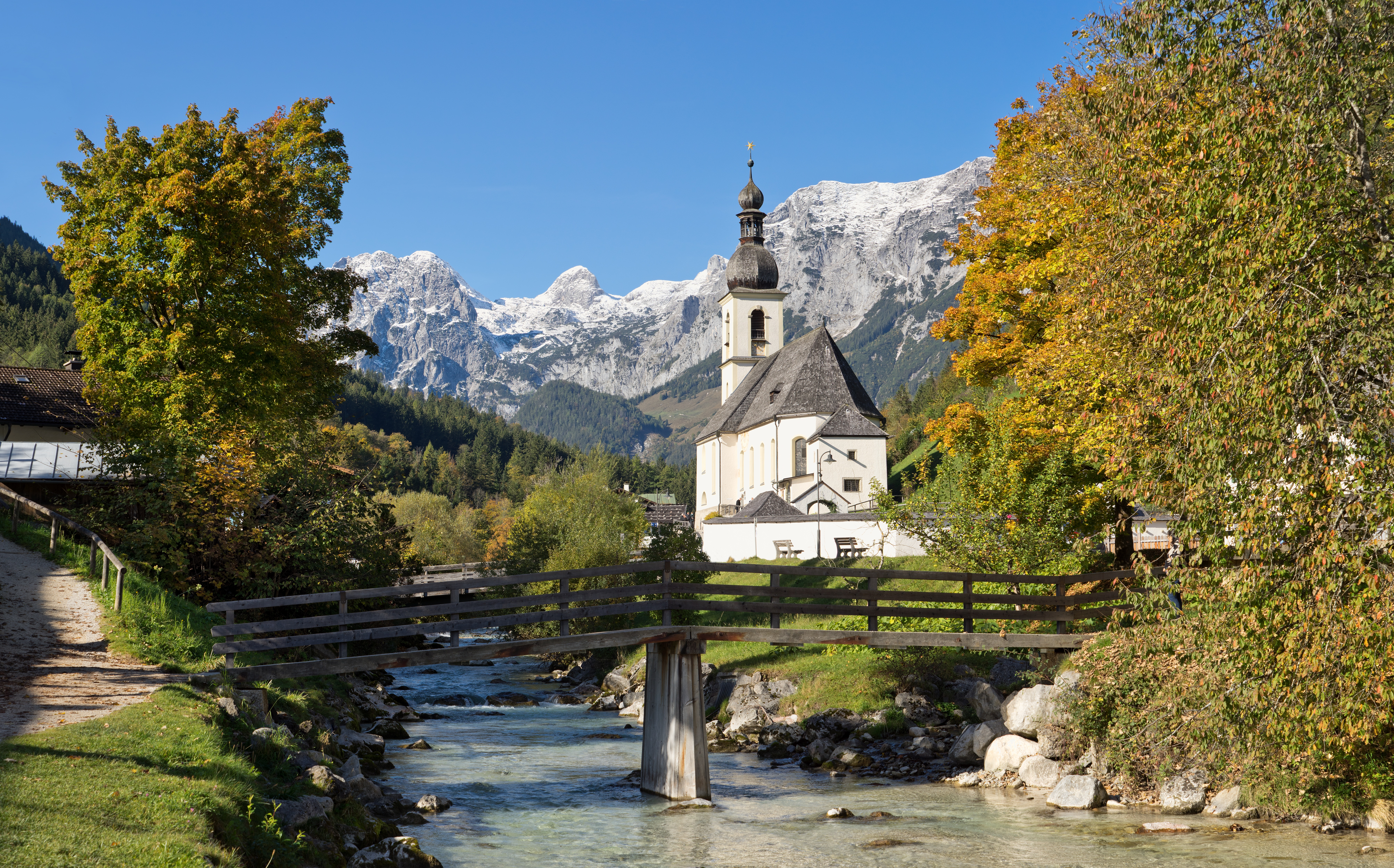
Wagendrischelhorn aus der Ramsau
Rundumblick vom Gipfel